# Lucien Fabre
Lucien Fabre (n. 14 februarie 1889, Pampelonne, Midi-Pyrénées, Franța – d. 26 noiembrie 1952, Paris, Île-de-France, Franța) a fost un scriitor, eseist și poet francez care a câștigat Premiul Goncourt în 1923 pentru romanul Rabevel ou le Mal des ardents.

## Opera
- Les théories d'Einstein: une nouvelle figure du monde Paris: Payot, 1921.
- Bassesse de Venise, précédé de La Traversée de l'Europe en avion et du légat (1924). Gallimard (eseuri).
- Le Ciel de l'oiseleur (1934), Gallimard (eseuri).
- Connaissance de la déesse (1924), préface de Paul Valéry. Gallimard (poezie).
- Le Paradis des amants (1931), Collection blanche, Gallimard (roman).
- Rabevel ou le mal des ardents (1923), trois volumes, Collection blanche, Gallimard (roman).
- Le Rire et les rieurs (1929), Collection blanche, Gallimard (eseuri).
- Le Tarramagnou (1925), Collection blanche, Gallimard (roman).
- Vanikoro (1925). Gallimard (poezie).
- Dieu est innocent: tragédie, Lucien Fabre, Paul Valéry, Nagel, 1946.
- Jeanne d'Arc (1948), Tallandier.